# Nikolaus Federmann
Pour les articles homonymes, voir Federmann.
 (octobre 2018).
Si vous disposez d'ouvrages ou d'articles de référence ou si vous connaissez des sites web de qualité traitant du thème abordé ici, merci de compléter l'article en donnant les références utiles à sa vérifiabilité et en les liant à la section « Notes et références ».
Nikolaus Federmann (en espagnol Nicolás de Federmán) (1505 - février 1542), explorateur et chroniqueur qui participa à la conquête espagnole des territoires des actuels Venezuela et Colombie.

## Biographie
Né à Ulm (Saint-Empire), il fut envoyé à Saint-Domingue en 1529 par la famille Welser d'Augsbourg, qui avait signé un accord pour explorer le territoire du Venezuela. Federmann entreprit l'exploration en 1530, suivit le parcours du fleuve Orénoque en collaboration avec Ambrosius Ehinger et revint à Augsbourg, où il écrivit un récit intitulé Histoire Indienne (publiée en 1557), dans laquelle il exagérait les richesses du lieu.
À son retour au Venezuela, il est nommé gouverneur, fonction qu'il garde jusqu'à son remplacement par Jorge de Spira en 1534. Financé de nouveau par les Welser, il entreprend une expédition (1535-1539) durant laquelle il traverse les plaines de Colombie et du Venezuela à la recherche de l'Eldorado. Cependant, la zone à laquelle il parvient avait déjà été conquise en 1537 par Gonzalo Jiménez de Quesada. Pendant son voyage il rencontre d'autres forces espagnoles, dirigées par Sebastián de Belalcázar, auquel il dispute le territoire chibcha.
Federmann et son armée arrivent à Bogota en mars 1539. Après avoir participé à la fondation juridique de la ville la même année, les trois conquistadors décident de laisser là leurs hommes comme colons et voyagent en Espagne pour résoudre leurs différends. Le roi nomme Quesada maréchal de la Nouvelle-Grenade, et fait de Belalcázar le gouverneur de Popayan. Federmann connaît un procès avec les Welser et meurt en prison à Valladolid en 1542.